# Эльбок
Эльбок (цез. Илбокъ) — село в Цунтинском районе Республики Дагестан. Входит в состав Хибиятлинского сельсовета.

## География
Село находится на берегу реки Самур (бассейн реки Метлюта), на расстоянии 22 км к юго-западу от села Цунта, административного центра района.

## Население
| 1869 | 1888 | 1895 | 1926 | 1939 | 1970 | 1989 |
| ---- | ---- | ---- | ---- | ---- | ---- | ---- |
| 65   | ↗100 | ↗106 | ↘74  | ↗217 | ↘162 | ↘95  |
| 2002 | 2010 | 2021 |      |      |      |      |
| ↗127 | ↗203 | ↘158 |      |      |      |      |

### Национальный состав
По данным Всероссийской переписи населения 2010 года — моноэтническое дидойское село.

## Пожар
2 марта 2014 года в 5 часов утра произошёл пожар. Сгорело 10 домостроений. Погибших и пострадавших нет.